# Spanyolország az 1948. évi téli olimpiai játékokon
Spanyolország a svájci St. Moritzban megrendezett 1948. évi téli olimpiai játékok egyik részt vevő nemzete volt. Az országot az olimpián 1 sportágban 6 sportoló képviselte, akik érmet nem szereztek.

## Alpesisí
Férfi
| Versenyző          | Versenyszám | 1. futam | 1. futam | 2. futam | 2. futam | Összesítés | Összesítés |
| Versenyző          | Versenyszám | Idő      | Hely.    | Idő      | Hely.    | Idő        | Helyezés   |
| ------------------ | ----------- | -------- | -------- | -------- | -------- | ---------- | ---------- |
| José Arias         | Lesiklás    |          |          |          |          | 4:11,4     | 86.        |
| José Arias         | Műlesiklás  | 1:31,4   | 43.      | 1:24,5   | 49.      | 2:55,9     | 45.*       |
| Fernando Armiñán   | Lesiklás    |          |          |          |          | 5:41,2     | 102.       |
| Ramón Blanco       | Műlesiklás  | 2:18,5   | 62.      | 2:09,0   | 66.      | 4:27,5     | 65.        |
| Thomas de Morawitz | Lesiklás    |          |          |          |          | 4:24,0     | 89.        |
| Thomas de Morawitz | Műlesiklás  | 1:37,0   | 47.*     | 1:30,8   | 53.      | 3:07,8     | 51.        |
| Juan Poll          | Műlesiklás  | 1:30,9   | 42.      | 1:25,0   | 51.      | 2:55,9     | 45.*       |
| José Vilà          | Lesiklás    |          |          |          |          | 5:13,0     | 100.       |

| Versenyző          | Versenyszám | Lesiklás | Lesiklás | Lesiklás | Műlesiklás | Műlesiklás | Műlesiklás | Műlesiklás | Műlesiklás | Műlesiklás | Műlesiklás | Összesítés | Összesítés |
| Versenyző          | Versenyszám | Lesiklás | Lesiklás | Lesiklás | 1. futam   | 1. futam   | 2. futam   | 2. futam   | Össz.      | Össz.      | Össz.      | Összesítés | Összesítés |
| Versenyző          | Versenyszám | Idő      | Pont     | Hely.    | Idő        | Hely.      | Idő        | Hely.      | Idő        | Pont       | Hely.      | Pont       | Helyezés   |
| ------------------ | ----------- | -------- | -------- | -------- | ---------- | ---------- | ---------- | ---------- | ---------- | ---------- | ---------- | ---------- | ---------- |
| José Arias         | Összetett   | 4:11,4   | 42,37    | 66.      | 1:42,6     | 51.        | 1:24,5     | 50.        | 3:07,1     | 23,03      | 48.        | 65,40      | 54.        |
| Fernando Armiñán   | Összetett   | 5:41,2   | 91,62    | 78.      | nem indult | nem indult | kiesett    | kiesett    | kiesett    | kiesett    | kiesett    | kiesett    | kiesett    |
| Thomas de Morawitz | Összetett   | 4:24,0   | 49,11    | 68.      | 1:44,4     | 53.        | 1:24,8     | 52.*       | 3:09,2     | 23,95      | 52.        | 73,06      | 59.        |
| José Vilà          | Összetett   | 5:13,0   | 76,10    | 76.      | nem indult | nem indult | kiesett    | kiesett    | kiesett    | kiesett    | kiesett    | kiesett    | kiesett    |

* - egy másik versenyzővel azonos eredményt ért el